# Torrejón-DYC
A prova ciclista Torrejón-Dyc também denominada Clássica Segovia era uma clássica ciclista que se celebrava entre as localidades de Torrejón de Ardoz e as DYC (Destilarias Dyc) em Palazuelos de Eresma.
Disputou-se pela primeira vez em 1972, conquanto naquela edição compunha-se de dois sectores, e foi já a partir da seguinte edição quando manteve o formato de clássica com a disputa de uma única etapa. Disputou-se ininterruptamente até ano 1978, sofrendo uma paragem até ao ano de 1983 no que se retomou a prova até ao ano de 1987. No ano de 1994 retomou-se a prova a modo de criterium em homenagem a Pedro Delgado.
Em seu palmarés não consta nenhum ciclista que tenha conseguido repetir o triunfo, conquanto tem sido dominada pelos ciclistas espanhóis, tendo conseguido um único ciclista estrangeiro a vitória na mesma, o belga Guido Van Calster.

## Palmarés
Em laranja: edições amistosas de exibição não oficiais (critériums).
| Ano       | Ganhador                   | Segundo                    | Terceiro                    |
| --------- | -------------------------- | -------------------------- | --------------------------- |
| 1972      | Agustín Tamames            | Txomin Perurena            | José Manuel López Rodríguez |
| 1973      | Txomin Perurena            | Francisco Javier Elorriaga | Jaime Huelamo               |
| 1974      | José Grande                | Juan Manuel Santisteban    | Jaime Huelamo               |
| 1975      | Javier Francisco Elorriaga | Tomás Nistal               | José Gómez Lucas            |
| 1976      | Andrés Oliva               | Faustino Fernández         | Carlos Ocaña                |
| 1977      | Miguel Mari Lasa           | Anastasio Greciano         | Fernando Cabrero            |
| 1978      | Luis Alberto Ordiales      | José Luis Mayoz            | Antonio Abad                |
| 1979-1982 | Não se disputou            | Não se disputou            | Não se disputou             |
| 1983      | Julián Gorospe             | Jesús Rodríguez Magro      | Carlos Machín               |
| 1984      | Faustino Rupérez           | Felipe Yañez               | Alberto Fernández           |
| 1985      | Miguel Ángel Iglesias      | Pacho Rodríguez            | Jesús Blanco Villar         |
| 1986      | Não se disputou            | Não se disputou            | Não se disputou             |
| 1987      | Guido Van Calster          | Jesús Blanco Villar        | José Enrique Carrera        |
| 1988-1993 | Não se disputou            | Não se disputou            | Não se disputou             |
| 1994      | Abraham Olano              | Pedro Delgado              | Miguel Indurain             |

### Palmarés por países
Somente têm-se em conta as edições profissionais:
| País    | Vitórias |
| ------- | -------- |
| Espanha | 10       |
| Bélgica | 1        |